# Belvosia semiflava
Belvosia semiflava är en tvåvingeart som beskrevs av Aldrich 1928. Belvosia semiflava ingår i släktet Belvosia och familjen parasitflugor. Inga underarter finns listade i Catalogue of Life.